# 오빌
《오빌》(영어: The Orville)은 2017년부터 2022년까지 방영된 미국의 SF 코미디 드라마이다. 인기 시리즈 스타 트렉의 패러디 요소를 다수 포함하였고, 마찬가지로 우주비행선 오빌호에서 벌어지는 시트콤과 드라마를 다룬다. 세스 맥팔린이 기획하고 제작한 작품으로, 맥팔린 본인을 비롯 에이드리앤 펄리키, 페니 존슨 제럴드, 스콧 그라임스, 홀스턴 세이지, J. 리가 출연한다.

## 출연진

### 주연
- 세스 맥팔린 - 에드 머서
- 에이드리앤 펄리키 - 켈리 그레이슨 함장
- 페니 존슨 제럴드 - 클레어 핀 박사
- 스콧 그라임스 - 고든 멀로이 중위
- 피터 메이컨 - 보터스 중령
- 홀스턴 세이지 - 알라라 키탄 중위
- J. 리 - 존 러마 중위
- 마크 잭슨 - 아이작
- 제시카 조어
- 앤 윈터스

### 조연
- 채드 콜먼 - 클라이든
- 놈 맥도널드 - 야핏
- 래리 조 캠벨 - 스티브 뉴턴
- 레이철 맥팔린 - 컴퓨터

### 단역
- 빅터 가버 - 홀시 대장
- 브라이언 조지 - 아로노프 박사
- 론 캐나다 - 터커 대장
- 조너선 애덤스 - 모클란 중재인
- 홀랜드 테일러 - 지니 머서
- 제프리 탬버 - 벤 머서
- 로버트 네퍼 - 헤임랙
- 샬리즈 세런 - 프리아 라베스크